# Synarachnactis bournei
Synarachnactis bournei är en korallart som först beskrevs av Fowler 1897.  Synarachnactis bournei ingår i släktet Synarachnactis och familjen Cerianthidae. Inga underarter finns listade i Catalogue of Life.